# Truncus coeliacus

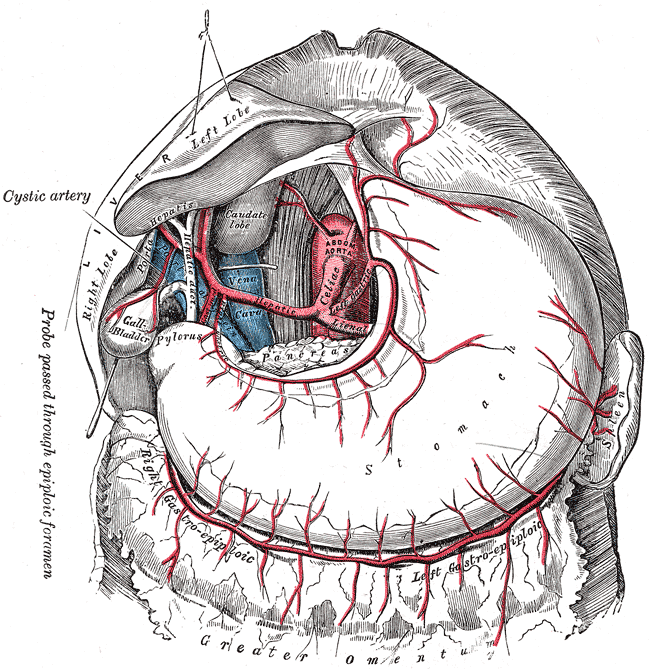
Der Truncus coeliacus und seine Äste. Die Leber wurde angehoben und das Omentum minus und das vordere Blatt des Omentum majus entfernt.

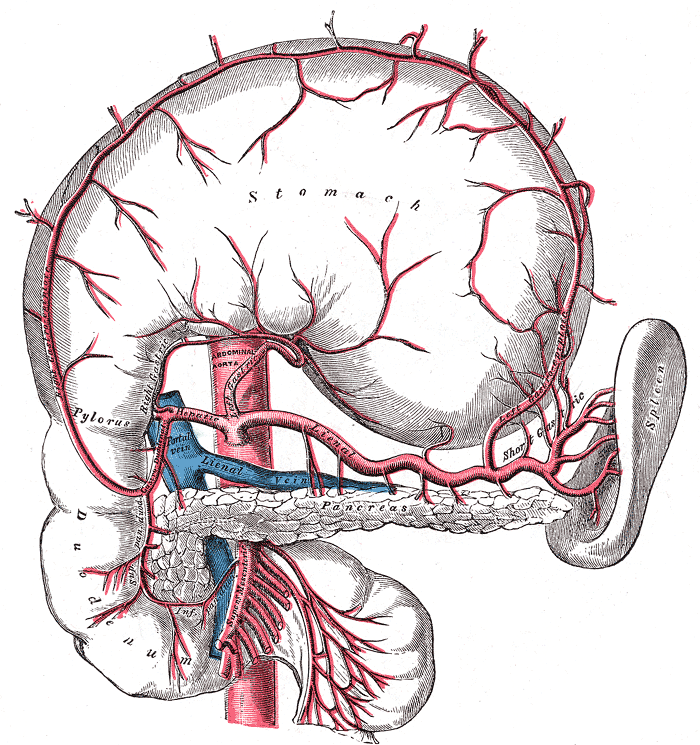
Darstellung des Truncus coeliacus und seiner Äste mit hochgeschlagenen Magen.

Der Truncus coeliacus („Bauchhöhlenstamm“, von altgriechisch koila ‚Bauchhöhle‘), auch als Arteria c(o)eliaca oder älter nach Albrecht von Haller als Hallerscher Dreifuß bzw. Tripus halleri bezeichnet, ist der erste der drei unpaaren Eingeweideäste der Bauchaorta der Säugetiere. Er entspringt in Höhe des Hiatus aorticus, einem Schlitz im Zwerchfell, durch den die Aorta vom Thorax (Brustkorb) in das Abdomen (Bauchraum) tritt. Beim Menschen liegt der Ursprung dieses Blutgefäßes auf Höhe des zwölften Brustwirbels.

## Versorgungsgebiet
Der Truncus coeliacus ist für die arterielle Versorgung von Leber, Magen, Bauchspeicheldrüse (Pancreas), Zwölffingerdarm (Duodenum), Milz und der angrenzenden Serosastrukturen zuständig.
Der Truncus coeliacus teilt sich in drei Hauptgefäße, was auch als Hallerscher Dreifuß (Tripus coeliacus, Tripus Halleri) bezeichnet wird:
- Arteria gastrica sinistra (linke Magenarterie)
  - Rr. oesophagei (zur Speiseröhre, Ösophagus)
- Arteria splenica (oder Arteria lienalis) (Milzarterie)
  - Arteria pancreatica dorsalis (rückenseitige Bauchspeicheldrüsenarterie)
  - Arteriae gastricae breves (kurze Magenarterien)
  - Arteria gastrica posterior (Arterie der Magenhinterwand)
  - Arteria gastroomentalis sinistra (oder A. gastroepiploica sinistra) (linke Magen-Netzarterie, von altgriechisch epiploon ‚Netz‘)
- Arteria hepatica communis (gemeinsame Leberarterie)
  - Arteria hepatica propria (eigene Leberarterie)
    - Arteria gastrica dextra (rechte Magenarterie; in 1/3 der Fälle aus der Arteria hepatica communis)
    - Arteriae hepaticae dextra et sinistra (rechte und linke Leberarterie)
    - Arteria cystica (Gallenblasenarterie)

  - Arteria gastroduodenalis (Magen- und Zwölffingerdarmarterie)
    - Arteria gastroomentalis dextra (oder A. gastroepiploica dextra) (rechte Magen-Netzarterie)
    - Arteria pancreaticoduodenalis superior (obere Bauchspeicheldrüsen-Zwölffingerdarmarterie, bei Tieren „vordere“, superior wird durch cranialis ersetzt)
      - Arteria pancreaticoduodenalis superior anterior (obere vordere Bauchspeicheldrüsenarterie)
      - Arteria pancreaticoduodenalis superior posterior (obere hintere Bauchspeicheldrüsenarterie)

Eine versehentliche Unterbindung des Tripus hat den zwangsläufigen Tod des Individuums zur Folge, seine Funktion ist lebensnotwendig. Daher muss bei einer Darminfarzierung infolge einer Embolie oder Thrombose stets der Truncus coeliacus revidiert werden, um gegebenenfalls eine Embolektomie vorzunehmen.